# Gau-Bischofsheim

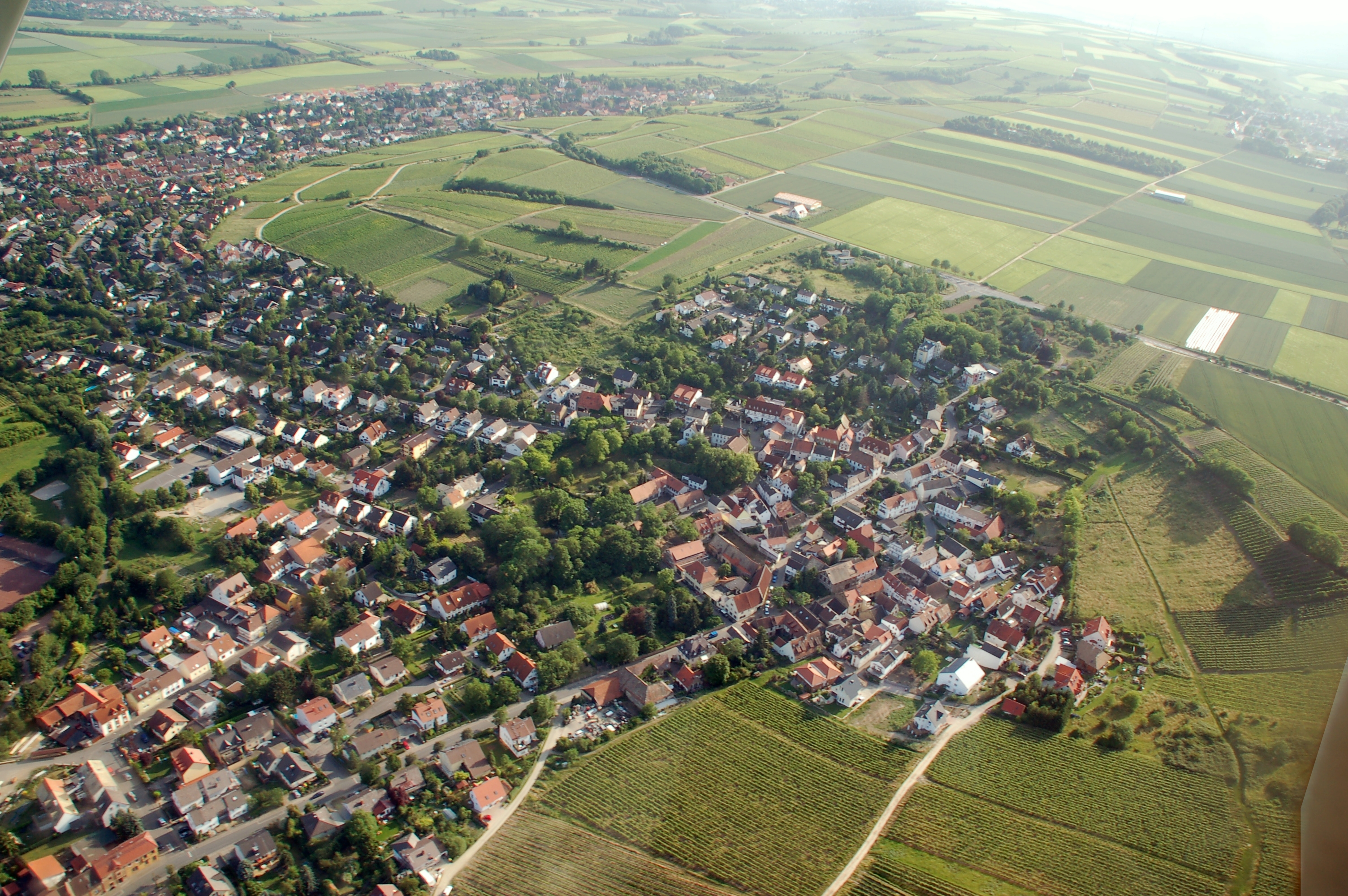
Luftaufnahme 2007

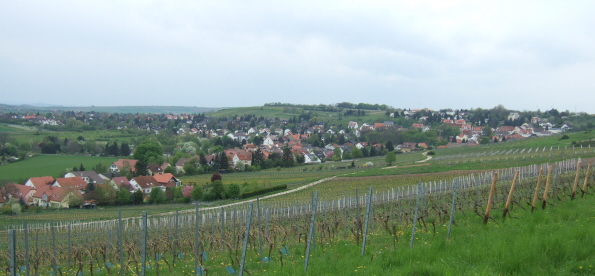
Blick auf Gau-Bischofsheim aus Richtung Norden

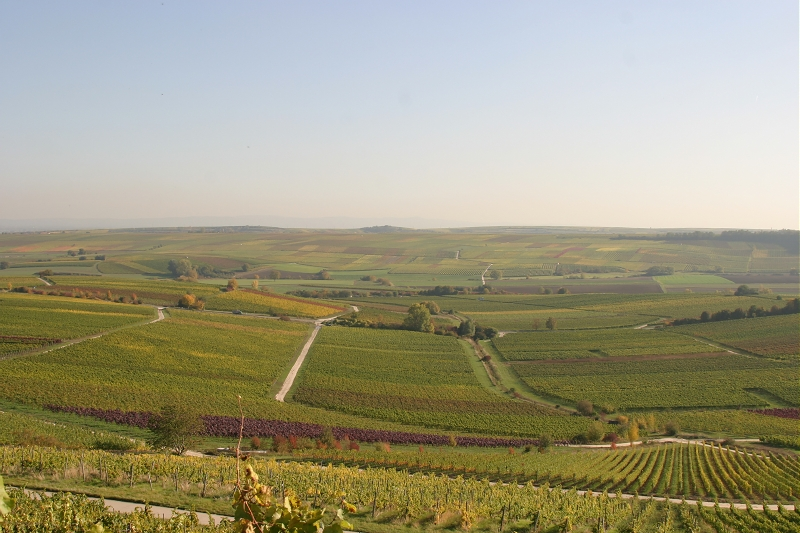
Weinberge bei Gau-Bischofsheim

Gau-Bischofsheim ist eine Ortsgemeinde mit rund 2200 Einwohnern im Landkreis Mainz-Bingen in Rheinland-Pfalz. Sie gehört der Verbandsgemeinde Bodenheim an.

## Geographie

### Geographische Lage
Gau-Bischofsheim ist ein Weindorf am südlichen Stadtrand von Mainz und grenzt westlich an den Mainzer Stadtteil Ebersheim sowie die Gemeinde Harxheim. Weitere Nachbargemeinden sind Bodenheim und Lörzweiler. Unter den Bewohnern wird das Dorf „Bischem“ genannt. Die enge Nachbarschaft zu Mainz und die teils hervorragende Lage der Weinberge haben den Ort geprägt. Die Weinanbaufläche beträgt 79 ha. Die Fürstbischöfe von Kurmainz hatten hier ihre Weingüter von alters her. Einige der Weingüter zeugen von dieser Tradition. In neuer Zeit hat die Nähe Frankfurts, Wiesbadens und Mainz erheblich zur Vergrößerung Gau-Bischofsheims geführt.

### Klima
Die Lage des Ortes am Fuße des Schnittpunktes von Ost- und Südhang des letzten Anstieges der Rheinterrasse sorgt für ein angenehmes sonniges Klima mit unterdurchschnittlichem Regenfall, ohne von den Nachteilen mangelnder Luftzirkulation der Rheinsenke betroffen zu sein. Von Gau-Bischofsheim hat man einen guten Blick bis nach Frankfurt am Main und in den Odenwald. Der Hang im Norden und Westen schützt vor harten Winden und garantiert einen guten Wein.

## Geschichte
Aufgrund der Namensgleichheit mit dem unweit gelegenen Bischofsheim am Main lassen sich frühzeitliche Belege schwer dem heutigen Gau-Bischofsheim zuordnen. Als gesichert gilt jedoch eine Schenkung an das Kloster Lorsch im 8. Jahrhundert. Urkundlich erwähnt wurde Gau-Bischofsheim erstmals im Jahr 769.
Der Ortsname legt nahe, dass die Gemeinde Besitz des Erzbischofs von Mainz war. In späteren Jahrhunderten hatten fast ausschließlich Kirchen aus Mainz Besitztümer in Gau-Bischofsheim. 1651 wurde das heutige Wappen erstmals erwähnt. 1801 kam Gau-Bischofsheim in französischen Besitz und wurde dem Departement Donnersberg angegliedert. Nach dem Wiener Kongress kam seinerzeit die hochverschuldete Gemeinde 1816 zur Provinz Rheinhessen des Großherzogtums Hessen(-Darmstadt) und gehörte zum Kreis Mainz.
Nach dem Zweiten Weltkrieg gehörte die Gemeinde zur französischen Besatzungszone und kam 1946 zu dem neugebildeten Land Rheinland-Pfalz. Im Zuge einer Verwaltungsreform wurde der Ort Teil der neugebildeten Verbandsgemeinde Bodenheim.
Nachdem Gau-Bischofsheim zum Kriegsende rund 500 Einwohner hatte, verdoppelte sich diese Zahl bis 1973. Heute (Stand 2024) haben rund 2200 Menschen ihren Wohnsitz in der Gemeinde.

## Politik

### Gemeinderat
Der Gemeinderat in Gau-Bischofsheim besteht aus 16 Ratsmitgliedern, die bei der Kommunalwahl am 9. Juni 2024 in einer personalisierten Verhältniswahl gewählt wurden, und dem ehrenamtlichen Ortsbürgermeister als Vorsitzendem.
Die Sitzverteilung im Gemeinderat:
| Wahl | SPD | CDU | FDP | FWG | Gesamt   |
| ---- | --- | --- | --- | --- | -------- |
| 2024 | 7   | 5   | 1   | 3   | 16 Sitze |
| 2019 | 9   | 5   | 2   | –   | 16 Sitze |
| 2014 | 8   | 6   | 2   | 0   | 16 Sitze |
| 2009 | 6   | 6   | 3   | 1   | 16 Sitze |
| 2004 | 6   | 6   | 3   | 1   | 16 Sitze |

- FWG = Freie Wählergruppe Gau-Bischofsheim e. V.

### Ortsbürgermeister
Die Ortsbürgermeister von Gau-Bischofsheim nach 1945:
- 1945–1952 Peter Göth VI †
- 1952–1969 Karl-Jakob Gerhard †
- 1969–1989 Karl-Heinz Göth
- 1989–1999 Karl-Heinz Behlendorf †
- 1999–2004 Erich Gröger
- seit 2004 Patric Müller

Bei der Kommunalwahl am 9. Juni 2024 wurde Patric Müller als einziger Kandidat mit einem Stimmenanteil von 73,4 % in seinem Amt bestätigt.

### Wappen
Das Ortswappen zeigt einen geteilten Schild, oben in Silber zwei schräggestellte Balken, unten in Rot ein halbes silbernes Mainzer Rad mit drei Speichen.

### Partnerschaften
- Im Zeichen der deutsch-französischen Freundschaft pflegt Gau-Bischofsheim seit 1978 eine Partnerschaft mit der französischen Gemeinde Liernais im Burgund
- Mit der fränkischen Stadt Bischofsheim in der Rhön verbindet Gau-Bischofsheim eine offizielle Partnerschaft seit 2004.

## Kultur und Sehenswürdigkeiten

### Bauwerke

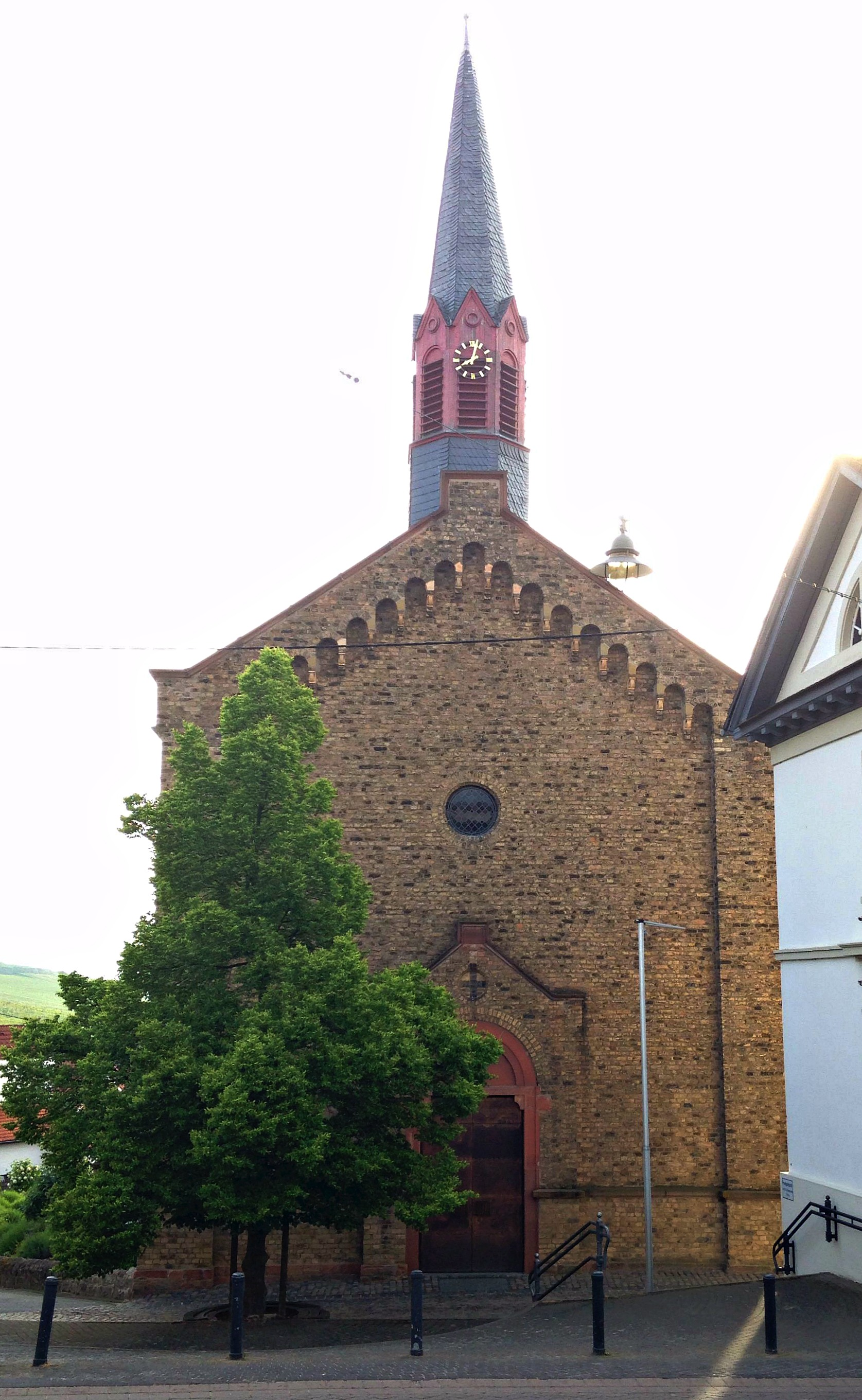
Pfarrkirche in Gau-Bischofsheim

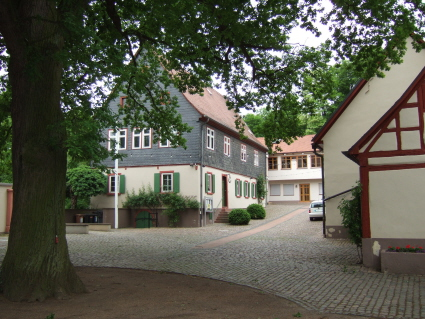
Unterhof mit Gemeindeverwaltung

- Im Zentrum des Dorfes liegt der Unterhof, ein altehrwürdiges ehemaliges Hofgut, in dem sich heute die Gemeindeverwaltung, das Bürgerhaus und der Unterhofkeller befinden. Der Innenhof, geschützt von einer riesigen uralten Eiche, bietet einen idealen Rahmen für sommerliche Feste und kulturelle Veranstaltungen.
- Ein besonderes Kleinod in der Pfarrkirche ist die berühmte Geissel-Orgel von Johann Peter Geissel, die älteste Orgel des Bistums Mainz, die bis 1773 in der Kirche St. Christoph in Mainz gestanden hatte. Regelmäßige Orgelkonzerte mit internationalen Künstlern gehören zu den kulturellen Höhepunkten im Dorfleben.

Siehe auch: Liste der Kulturdenkmäler in Gau-Bischofsheim

### Regelmäßige Veranstaltungen
- Hauptfeste sind die Fastnacht und die Kerb.
- Mittwochs 14:00 bis 18:00 Uhr findet unter dem Motto „vorbeischau’n, babbele, oikaafe“ („vorbeischauen/-kommen, erzählen/Schwätzchen halten und einkaufen“) seit Mai 2005 ein Wochenmarkt im Unterhof statt.

## Verkehr

### Schiene und Radweg

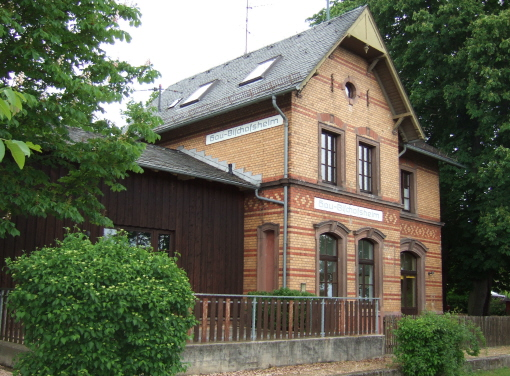
Empfangsgebäude des Bahnhofs Gau Bischofsheim, heute Jugendtreff und Veranstaltungsort

Vom 28. September 1896 bis zum 31. Mai 1985 führte die Bahnstrecke Amiche (Alzey–Bodenheim) Verkehr und der Bahnhof von Gau-Bischofsheim lag an dieser Strecke. Der Bahnhof trug allerdings die Bezeichnung Gau Bischofsheim (ohne Bindestrich), was an den unterschiedlichen Rechtschreibsystemen lag, die die großherzoglich-hessische Verwaltung und die preußisch dominierte Eisenbahndirektion Mainz verwendeten (vgl. dazu hier). Zum 17. Mai 1953 wurde der Bahnhof zu einem Haltepunkt herabgestuft. Das ehemalige Empfangsgebäude in Gau-Bischofsheim wird seit 1985 als Jugendclub genutzt.
Die Gleise der Strecke sind demontiert und die Trass nutzt heute der Amiche-Radweg. Der als Amiche-Radweg ausgeschilderte Radweg ist nur zum Teil mit dem historischen Trassenverlauf der Bahnstrecke identisch, vor allem zwischen Bodenheim und Undenheim. Ab Undenheim führt der ausgeschilderte Weg jedoch über die ebenfalls ehemalige Bahnstrecke Valtinche nach Nierstein. Um von dort wieder zum Ausgangspunkt nach Bodenheim zu kommen, ist der Weg mit dem Rheinterrassen-Radweg und dem Rhein-Radweg identisch. Will man hingegen der historischen Trasse des Amiches folgen, entspricht das ab Undenheim der Beschilderung des Selztal-Radweges nach Alzey.

### Straße
Die nächste Autobahnanschlussstelle ist Mainz-Hechtsheim West an der Bundesautobahn 60 etwa 6 Kilometer entfernt. Der öffentliche Personenverkehr wird heute durch die MVG mit der linie 69 und die ORN mit der Linie 660 zwischen Mainz und Alzey bedient.

## Persönlichkeiten
- Georg Oechsner (1822–1895), Mainzer Bürgermeister 1885–1894, lebte zuletzt in Gau-Bischofsheim
- Fritz-Rudolf Schultz (1917–2002), Offizier und Politiker (FDP), lebte zuletzt in Gau-Bischofsheim
- Dorothea Schäfer (* 1962), Politikerin (CDU), seit 2017 Landrätin im Landkreis Mainz-Bingen
- Patric Müller (* 1967), Politiker (SPD), langjähriger Ortsbürgermeister und Mitglied des Landtages Rheinland-Pfalz